# Mundialito de Seleções de Futebol 7
O Mundialito de Seleções de Futebol 7 é um evento organizado anualmente que decide o título mundial desse esporte.
Duas equipes conquistaram o mundial até hoje: a Itália em 2011 e o Brasil em 2012.

## Edições
| Ano           | Local                                                     | Campeão | Vice-campeão | Terceiro lugar | Jogador do torneio   | Artilheiro                  | Melhor goleiro        | Gols (média por jogo) |
| ------------- | --------------------------------------------------------- | ------- | ------------ | -------------- | -------------------- | --------------------------- | --------------------- | --------------------- |
| 2011 Detalhes | Brasil · Praia de Copacabana, Rio de Janeiro              | Itália  | Brasil       | Uruguai        | Adriano Foglia (ITA) | 7 gols Adriano Foglia (ITA) | william vanzela (ITA) | 154 (9,6)             |
| 2012 Detalhes | Brasil · Sambódromo da Marquês de Sapucaí, Rio de Janeiro | Brasil  | Itália       | México         | Felipe Facão (BRA)   | 5 gols Esteves (BRA)        | Guilherme (BRA)       | 43 (7,1)              |

## Conquistas por país
| Equipe  | Títulos         | Vice-campeonatos | Terceiro lugar |
| ------- | --------------- | ---------------- | -------------- |
| Brasil  | 2 (2021) (2012) | 1 (2011)         | -              |
| Itália  | 1 (2011)        | 1 (2012)         | -              |
| Uruguai | -               | -                | 1 (2011)       |
| México  | -               | –                | 1 (2012)       |

## Aparições na competição até 2012
| Aparições | País                                        |
| --------- | ------------------------------------------- |
| 2         | Argentina Brasil Itália                     |
| 1         | Alemanha Bolívia Canadá México Peru Uruguai |